# Improvvisazione libera
Con il termine Improvvisazione libera (traduzione dell'inglese Free Improvisation, per cui è in uso anche il termine Free Music) ci si riferisce ad una forma di improvvisazione musicale non idiomatica come pratica estemporanea (nel momento).
La free improvisation come genere musicale si sviluppò negli anni sessanta in USA ed Europa influenzata dal free jazz e dalla musica contemporanea "colta" di tradizione europea (come la musica concreta o la dodecafonia). Un ruolo importante nello sviluppo di questo approccio lo ebbe, in Italia, la scena di musica contemporanea romana, nella figura di Franco Evangelisti e del suo Gruppo di Improvvisazione Nuova Consonanza, ma anche nelle espressioni dei Musica Elettronica Viva. Mentre negli USA, nel Regno Unito, in Germani e in Olanda qualche anno dopo, musicisti come il chitarrista Derek Bailey, i sassofonisti Peter Brötzmann, Anthony Braxton e Evan Parker, il trombonista George Lewis, i batteristi John Stevens, Tony Oxley, Han Bennink, il bassista Gavin Bryars e le band Art Ensemble of Chicago e AMM, svilupparono un linguaggio che chiamarono "free improvisation", rifuggendo le etichette come "free jazz" e descrivendo questo tipo di musica come non idiomatica.

## Caratteristiche
Sebbene i musicisti possano scegliere di suonare in un determinato stile o tonalità, o ad un determinato tempo, le canzoni convenzionali sono molto rare nell'improvvisazione libera, attribuendo generalmente maggior enfasi ad un umore o ad una tessitura musicale e sonora, o più semplicemente ad un gesto performativo che a valori come melodia, armonia o ritmo.
Spesso i musicisti della free music, venendo da ambiti disparati, si misurano con altri generi. Alcuni esempi possono essere il compositore di colonne sonore Ennio Morricone che faceva parte del Gruppo di Improvvisazione Nuova Consonanza, Anthony Braxton che scrisse delle opere e John Zorn autore di acclamati brani per orchestra.
Negli anni la free music ha influenzato ed è stata influenzata da altre aree della sperimentazione, come alcuni aspetti della musica contemporanea (espansione delle tecniche), il noise rock (aggressività e dissonanza) IDM (computer manipulation e sintesi digitale), Musica minimalista e Musica elettroacustica che possono ora essere analizzati attraverso la free improvisation.

## Storia
È difficile stabilire l'esatto momento di partenza per uno stile che trova molti precedenti e numerose graduali evoluzioni che portarono poi alla improvvisazione libera. Come scrisse un anonimo critico per AllMusic, "essendosi liberato da tutte le regole, non si può risalire ad un'origine della free improvisation, se non individuandola nel termine molto generico di avanguardia."
Nello stesso articolo citato sopra si parla di Bailey che sostiene che la libera improvvisazione deve essere stata la forma musicale primordiale, perché "il primo performer musicale dell'umanità non deve essere stato niente di diverso da un libero improvvisatore". Similmente, Keith Rowe sostiene che "altri musicisti iniziarono a suonare liberamente in questo modo prima dei AMM e prima di Derek [Bailey]! Chi sa quando si iniziò a suonare in libertà? Puoi immaginare un suonatore di liuto nel 1500 che si ubriaca e fa improvvisazioni per un pubblico di fronte ad un fuoco... il rumore, il baccano dovevano essere enormi. Io non posso credere che dei musicisti giocando non andarono mai alla deriva liberamente. La Melisma in Monteverdi dev'essere derivato da una cosa simile. Ma questa cosa era tutta nel contesto del repertorio"
In una serie di conferenze tenute fra Brema ed Amburgo nel 1959, cercando di spingere la musica contemporanea oltre i concetti di alea, Evangelisti sosteneva che "da più di 2000 anni in India gli esecutori sono anche compositori, essendo quella musica legata a forme momentanee".

### Precedenti nella classica
I musicisti esperti erano soliti improvvisare nel periodo della musica classica (Seicento-primi del Novecento) e molti compositori ed interpreti (come il violinista Paganini ed il pianista e compositore Beethoven) erano particolarmente acclamati per la loro abilità nell'improvvisazione. La cadenza in un concerto era spesso la parte che dava l'opportunita ad un solista di dimostrare la propria abilità nell'improvvisazione. Alcuni compositori concedevano più libertà di altri nella cadenza: alcune volte i solisti arricchivano con piccoli abbellimenti la composizione precedente alla cadenza, altre volte si potevano permettere maggiori libertà anche sul come improvvisare e sulla durata dell'improvvisazione e le note, la melodia, l'armonia ed il tempo venivano temporaneamente affidate alla direzione del solista. Sul finire dell'Ottocento e l'inizio del Novecento si perse l'uso di questo tipo di improvvisazione considerando sempre più improprie le divagazioni dallo spartito.
Sulla metà del XX secolo, compositori come Henry Cowell, Morton Feldman, Karlheinz Stockhausen e George Crumb reintrodussero l'improvvisazione nella musica classica con composizioni che concedevano o richiedevano ai musicisti l'improvvisazione.

### Precedenti nel Jazz
L'improvvisazione ebbe un'importanza centrale nel jazz fin dal suo inizio, ma dagli anni cinquanta viene assunta come tipicità del genere.
Forse le prime registrazioni in libertà nel jazz furono due brani registrati nel 1949 sotto la direzione del pianista Lennie Tristano: Intuition e Digression. Il sestetto che registrò i brani includeva i sassofonisti Lee Konitz e Warne Marsh. Nel 1954 Shelly Manne registrò un brano chiamato Abstract No. 1 con il trombettista Shorty Rogers e con Jimmy Giuffre che fu un'improvvisazione con un certo margine di libertà. Il critico musicale di jazz Harvey Pekar ha inoltre indicato una registrazione di improvvisazione di Django Reinhardt in cui si dirotta drasticamente dai cambi di accordo stabiliti dal brano. Anche se considerevoli, questi esempi rimangono ancora nella definizione di jazz.
Sul finire dei '50 e i primi '60 il movimento free jazz coalizzò intorno a sé importanti e disparate figure come Cecil Taylor, Sun Ra, Ornette Coleman e John Coltrane, ed altri meno conosciuti ma altrettanto importanti come Joe Maneri e Joe Harriott. Il free jazz concesse radicali ed improvvise fughe dal materiale armonico e ritmico della composizione come istanza stessa di questo modo si suonare, permettendo ai musicisti di ignorare le ripetizioni tipiche della struttura del brano. Questa musica sembra spesso lontana dalla tradizione del jazz precedente, anche se ha conservato quasi sempre uno o più elementi centrali di quella tradizione pur abbandonando gli altri.
Queste idee furono sviluppate ulteriormente nel 1962 dal clarinettista jazz Jimmy Giuffre nelle sue registrazioni a caduta libera, caratterizzate da musica improvvisata liberamente e spontaneamente, le cui similitudini con gli stili del jazz appaiono inconsistenti. Un'altra importante registrazione fu New York Eye and Ear Control (1964), colonna sonora per un film di Michael Snow, inciso per la ESP-Disk del sassofonista Albert Ayler. Fu Snow a suggerire ad Ayler l'idea di una band che suona senza composizione o temi.
Gli Spontaneous Music Ensemble furono fondati da John Stevens e Trevor Watts a metà anni sessanta e ne fecero parte in tempi diversi, musicisti come Derek Bailey, Evan Parker, Kenny Wheeler, Roger Smith e John Butcher. Come per la Association for the Advancement of Creative Musicians (AACM), molti di questi musicisti provenienti dal jazz portarono la loro musica ad esiti di astrazione. L'etichetta discografica Emanem documento buona parte di questa corrente.
Ci fu e continua ad esserci una linea di demarcazione labile che separa il free jazz dalla free improvisation. Il gruppo di Chicago AACM, collettivo che include Muhal Richard Abrams, Henry Threadgill, Anthony Braxton, Jack DeJohnette, Lester Bowie, Roscoe Mitchell, Joseph Jarman, Famadou Don Moye, Malachi Favors e George Lewis, formatosi nel 1965 incluse molti musicisti chiave della nascente scena internazionale della free improvisation.
Nel 1966 la Elektra Records pubblicò la prima registrazione di free improvisation europea del gruppo AMM, che includeva nella formazione di allora Cornelius Cardew, Eddie Prévost, Lou Gare, Keith Rowe e Lawrence Sheaff.
Nel 1967 Alfred Harth fondò la formazione classica dei Just Music  che nel 1969 incise per la ECM nella Germania ovest.

### La Free improvisation nel mondo
Tra gli anni sessanta e settanta la free improvisation dilagò tra USA, Europa ed Est asiatico entrando presto in dialogo con Fluxus, happening, performance art e rock music. Nella metà degli anni settanta era un fenomeno globale.

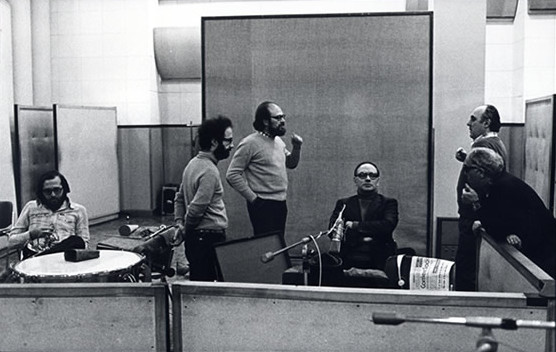
Morricone nel 1975 con Gruppo di Improvvisazione Nuova Consonanza

Il Gruppo di Improvvisazione Nuova Consonanza, proveniente dall'area della musica contemporanea e formatisi a Roma nel 1964, seguendo le teorie del compositore Franco Evangelisti si autodefinì come "il primo ed unico gruppo formato da compositori-esecutori, elaborando così una delle prime esperienze di improvvisazione libera. A raccogliere le intuizioni del gruppo furono poi i Musica Elettronica Viva, un gruppo di americani trapiantati nella capitale italiana composti da Alvin Curran, Richard Teitelbaum, Frederic Rzewski, Allan Bryant, Carol Plantamura, Ivan Vandor e Jon Phetteplace.
Nel 1976 Derek Bailey fondò e curò il Company Week, un festival di musica d'improvvisazione nel quale comparivano ensemble di musicisti creati ad hoc per l'occasione e che in molti casi non avevano mai suonato assieme. Questo approccio da sedie musicali alla collaborazione fu un gesto provocatorio del Bailey curatore, forse in risposta all'atteggiamento di John Stevens che sosteneva che dei musicisti dovevano collaborare per mesi o per anni per riuscire ad improvvisare bene assieme.
Attualmente in Italia tra i più rappresentativi esponenti della free improvisation ci sono il batterista/percussionista Marcello Magliocchi , il flautista Bruno Gussoni , il trombonista Angelo Contini , il chitarrista Eugenio Sanna , il polistrumentista Edoardo Ricci  e il sassofonista Guy-Frank Pellerin .
Dal 2002 il collettivo Neozelandese Vitamine S ospita settimanalmente improvvisazioni basate su trii scelti a caso.
Dal 2006 la musica improvvisata nelle sue varie declinazioni è sostenuta e promossa dall'ISIM (International Society for Improvised Music) fondato da Ed Sarath della University of Michigan e da Sarah Weaver. L'ISIM comprende oltre 300 artisti in tutto il mondo fra i quali Pauline Oliveros, Oliver Lake, Stephen Nachmanovitch, Thomas Buckner, Robert Dick, India Cooke, Jane Ira Bloom, Karlton Hester, Roman Stolyar, Mark Dresser ed altri.

## Electronic free improvisation
L'elettronica unita ad oscillatori, eco, filtri e suonerie di orologi furono parte integrante nelle performance di improvvisazione libera di gruppi come i Kluster della scena underground berlinese dello Zodiac Club di Berlino nei tardi anni sessanta, ma fu solo più tardi che gli strumenti tradizionali lasciarono il posto alla pura elettronica nella free improvisation. Nel 1984 il gruppo svizzero Voice Crack iniziò ad usare rigorosamente oggetti elettronici rotti usati nella vita quotidiana e più recentemente la electronic free improvisation ha lavorato spesso con Circuit bending, rumori, strumenti autocostruiti e giradischi, usati soprattutto da performer come Otomo Yoshihide, Ground Zero, Hemmelig tempo, Günter Müller, poire z e molti altri.

## Filmografia
- Jeremy Marre / Derek Bailey, On the Edge: Improvisation in Music - Passing It On - Nothin' Premeditated - A Liberating Thing - Movement in Time (4 documentari, 1992, TV Movie)